# Sylvain André
Sylvain André (* 14. Oktober 1995 in Cavaillon) ist ein französischer Radrennfahrer, der im BMX-Rennsport aktiv ist. 2018 wurde er Weltmeister dieser Disziplin. 

## Sportlicher Werdegang
André fing im Alter von sechs Jahren mit dem BMX-Fahren an. Als Junior wurde er 2010 zunächst französischer Meister und dann auch Welt- und Europameister. In den Jahren darauf tastete er sich nach und nach an die Weltspitze in der Elite heran: Auf zwei Bronzemedaillen im Zeitfahren der Weltmeisterschaften folgten Finalplatzierungen bei Europameisterschaften und 2016 ein erstes Weltcup-Podium. 2017 war er bei Welt-, Europa- und nationalen Meisterschaften jeweils auf dem Podium, ohne einen Titel zu holen. Dafür gewann er erstmals im Weltcup und holte dort auch den Gesamtsieg.
2018 erreichte er seinen bislang größten Erfolg, als er in Baku BMX-Weltmeister wurde. In den Jahren darauf gewann er viermal in Folge die französischen Meisterschaften und 2022 nochmals den Gesamt-Weltcup; insgesamt holte er drei Weltcup-Einzelsiege.
Nachdem er 2012 und 2016 bereits Ersatzmann für die Olympischen Spiele gewesen war, wurde er für das olympische BMX-Rennen 2021 nominiert. Trotz Sturz in einem Halbfinallauf kam er ins Finale, wo er den vierten Platz belegte.
2023 stürzte er sowohl bei den Weltmeisterschaften als auch im Weltcup-Finale schwer, bei letzterer Gelegenheit brach er sich den Arm. Bei den Weltmeisterschaften 2024 gewann André zum wiederholten Mal die Bronzemedaille. Im olympischen BMX-Rennen 2024 gewann er beim französischen Dreifach-Triumph vor Heimpublikum die Silbermedaille.

## Erfolge
2010
 Junioren-Weltmeister
 Junioren-Europameister
 Französischer Junioren-Meister
2012
 Weltmeisterschaften (Zeitfahren)
2013
 Weltmeisterschaften (Zeitfahren)
2016
 Europameisterschaften
2017
 Weltmeisterschaften
 Europameisterschaften
Weltcup-Gesamtwertung und ein Weltcup-Sieg
2018
 Weltmeister
 Europameisterschaften
ein Weltcup-Sieg
2019
 Französischer Meister
 Weltmeisterschaften
2020
 Französischer Meister
2021
 Französischer Meister
 Weltmeisterschaften
2022
 Französischer Meister
 Französischer Meister (Zeitfahren)
Weltcup-Gesamtwertung und ein Weltcup-Sieg
2024
 Weltmeisterschaften
 Olympische Spiele
2025
 Europameisterschaften